# 9. Gardearmee (Rote Armee)
Die 9. Gardearmee (russisch 9-я гвардейская армия) war ein Großverband der Roten Armee, der erst im letzten Kriegsjahr 1945 eingesetzt wurde. Im Rahmen der 2. und 3. Ukrainischen Front operierte die Armee zunächst in Transdanubien, dann in Niederösterreich und am Schluss im südlichen Böhmen.

## Geschichte
Am 4. Oktober 1944 wurden per Dekret des Volkskommissariats für Verteidigung (NKO) alle drei bestehenden Garde-Luftlandekorps in einer selbständigen Garde-Luftlande-Armee zusammengefasst. Der bisherige stellvertretende Befehlshaber der Luftlandetruppen der Roten Armee, Generalmajor I. I. Zatewachin, wurde zum Oberbefehlshaber dieser Armee ernannt. Am 18. Dezember 1944 erließ das NKO der UdSSR einen Befehl zur Umstrukturierung der Selbständigen Garde-Luftlande-Armee (OGVDA) zur 9. Gardearmee. Während dieser Transformation wurden alle Luftlande-Divisionen und Luftlande-Brigaden in ihrer Organisation zu Schützendivision- bzw. Schützenregimentern umstrukturiert und umbenannt. 
Die 9. Gardearmee wurde dann offiziell am 5. Januar 1945 auf Grundlage des Oberkommando der zuletzt in Karelien eingesetzten 7. Armee geschaffen. Die neu aufgestellte Armee wurde von Generaloberst Glagolew geführt und zunächst direkt dem Stawka-Hauptquartier unterstellt. Die Infanterie bestand aus den wenig kriegserfahrenen Formationen der in Reserve gehaltenen Garde-Luftlandetruppen.
Am 27. Februar wurde die 9. Gardearmee während der Kämpfe in Ungarn Teil der 2. Ukrainischen Front, ab dem 9. März der 3. Ukrainischen Front zugeteilt und war zunächst im Raum südöstlich von Budapest konzentriert.
Armeegliederung im März 1945
37. Garde-Schützenkorps – Generalleutnant Pawel V. Mironow
- 98. Garde-Schützendivision – Oberst Wassili M. Larin
- 99. Garde-Schützendivision – Generalmajor Iwan Iwanowitsch Blaschewitsch
- 103. Garde-Schützendivision – Generalmajor Sergej Prochorowitsch Stepanow

38. Garde-Schützenkorps – Generalleutnant Alexander I. Utwenko
- 104. Garde-Schützendivision – Generalmajor Iwan Fedotowitsch Seregin
- 105. Garde-Schützendivision – Generalmajor Michail Denisenko
- 106. Garde-Schützendivision – Oberst Konstantin Winduschew

39. Garde-Schützenkorps – Generalleutnant M. F. Tichonow
- 100. Garde-Schützendivision – Generalmajor Iwan Alexejewitsch Makarenko
- 107. Garde-Schützendivision – Generalmajor Michail A. Bogdanow
- 114. Garde-Schützendivision – Generalmajor Wassili Polikarpowitsch Iwanow

Ab Mitte März 1945 nahm die 9. Gardearmee an der Wiener Operation (16. März – 15. April) teil und rückte zusammen mit der 6. Garde-Panzerarmee an der Spitze der 3. Ukrainischen Front in Richtung Wien vor. Rechts davon brachen die Formationen der 4. Gardearmee nördlich von Székesfehérvár durch die Front und bedrohten den Rücken der noch zwischen Velence-See und Plattensee haltenden deutschen 6. Panzerarmee. Die 9. Gardearmee drang Ende März mit dem 9. Garde-mechanischen Korps (Generalleutnant M. W. Wolkow) voran aus dem Raum Kőszeg über Aspang mit drei Schützenkorps durch die Bucklige Welt in Richtung Gloggnitz vor. Die 99. und 107. Gd.S.D. erzwangen am 1. April bei Kleinwolkersdorf und Schleinz den Durchgang über die Pässe des Leithagebirges.
Der Oberbefehlshaber der Front, Marschall Tolbuchin hatte der 6. Garde-Panzerarmee den Befehl gegeben, Wien über Baden – nach Norden vorstoßend – vom Westen her zu umfassen, die 9. Gardearmee hatte diesem Vorstoß zu folgen. Schon am 2. April konnte Wiener Neustadt durch die 107. Gd.S.D. im Zusammenwirken mit dem 9. Garde-mechanischen Korps erobert werden. Während die 107.Gd.S.D. durch den Wienerwald vordrang, rückten die 100. und 114. Gd.S.D. in Richtung Atzgersdorf vor.
Die anderen Korps der 9. Gardearmee rückten gleichzeitig weiter nach Westen zur Donau vor und versuchten den deutschen Verbänden den Rückzug nach Westen abzuschneiden. Die Truppen der 3. Ukrainischen Front eroberten am 13. April in Zusammenarbeit mit der 46. Armee die Stadt Wien. Ab 15. April trug die 9. Gardearmee am rechten Flügel der Front die Hauptlast der Kämpfe während der Offensive Richtung Amstetten. Das 38. Garde-Schützenkorps sowie das nach geführte 18. Panzerkorps führten die Angriffe auf St. Pölten weiter, wobei die 105. Gd. S.D. in Richtung der Donau nach Krems vorrückte. Ab 18. April lösten Teile der 4. Gardearmee das 38. Garde-Schützenkorps ab, wobei aber die 105. 105. Gd. S.D. im Kampfraum des den Befehl übernehmenden 20. Garde-Schützenkorps verblieb.
Anfang Mai 1945 war die 9. Gardearmee bereits vollständig umgruppiert und der 2. Ukrainische Front überstellt, um an der Prager Operation (6.–11. Mai) teilzunehmen, bei der am 8. Mai in Zusammenarbeit mit der 7. Gardearmee die Stadt Znaim besetzt wurde. Das Kriegsende endete in Südböhmen, nach Erreichen der Städte Budweis und Písek.
Am 10. Juni 1945 wurde gemäß der Weisung des Oberkommandos vom 29. Mai 1945 die Gruppe der Zentrale Streitkräfte gebildet, zu der auch die 7. und 9. Gardearmee gehörte. Bald wurde das Armeeoberkommando in den Moskauer Militärbezirk zurückgezogen und das Stabskommando zur Wiederaufstellung einer neuen Formation der Luftlandearmee verwendet: alle unterstellten Formationen – 37., 38., 39. Korps und 98., 99., 100., 103., 104., 105., 106., 107., 114. Division – wurden wieder zu Verbänden der Garde-Luftlandetruppen umgewandelt.

## Führung
Oberbefehlshaber
- Generaloberst Wassili Wassiljewitsch Glagolew 5. Januar – 10. Juni 1946

Stabschef
- Generalmajor Serafim Jewgenjewitsch Roschdestwenski, 7. Januar 1945 – 6. Juli 1946